# Fourierova řada

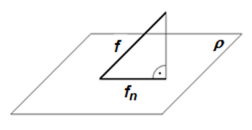
Ortogonální projekce funkce f z Hilbertova prostoru do nadroviny konečné dimenze n.

Fourierova řada slouží k aproximaci periodické funkce řadou harmonických funkcí sinus a kosinus. Základní myšlenka zápisu funkce ve formě uvedené řady spočívá v tzv. ortogonálním rozkladu funkce v lineárním prostoru funkcí po částech spojitých na intervalu {\displaystyle \langle 0,T\rangle } spolu s definovaným skalárním součinem:
{\displaystyle f\cdot g=\int _{0}^{T}f(t)\ g(t)\ dt},
tvořících tzv. Hilbertův prostor, kde {\displaystyle T} je doba periody průběhu funkce.
Fourierova řada je pojmenována po francouzském fyzikovi a matematikovi Josephu Fourierovi.

## Ortogonální rozklad funkce
Mějme lineární podprostor {\displaystyle \rho } dimenze {\displaystyle n} Hilbertova prostoru nekonečné dimenze o ortonormální bázi {\displaystyle E}:
{\displaystyle \rho \subset H\,\,\,\,\,\,\,\,\,\,}{\displaystyle dimH=\infty \,\,\,\,\,\,\,\,\,\,}{\displaystyle \dim \rho =n\,\,\,\,\,\,\,\,\,\,}{\displaystyle f\in H\,\,\,\,\,\,\,\,\,\,}{\displaystyle f_{n}\in \rho \,\,\,\,\,\,\,\,\,\,}{\displaystyle n=1,2,3,\cdots \,\,\,\,\,\,\,\,\,\,}{\displaystyle E=e_{1},e_{2},e_{3},\cdots }
pak pro Euklidovskou vzdálenost funkcí {\displaystyle f} a {\displaystyle f_{n}} platí:
{\displaystyle \left|f-f_{n}\right|^{2}=\left(f-f_{n}\right)\cdot \left(f-f_{n}\right)=f\cdot f-2f\cdot f_{n}+f_{n}\cdot f_{n}=f\cdot f-2f\cdot \sum _{i}^{}{s_{i}e_{i}}+\sum _{i}^{}s_{i}^{2}=}
{\displaystyle =f\cdot f+\sum _{i}^{}\left({f\cdot e}_{i}\right)^{2}-2\sum _{i}^{}{s_{i}\left(f\cdot e_{i}\right)}+\sum _{i}^{}s_{i}^{2}-\sum _{i}^{}\left({f\cdot e}_{i}\right)^{2}=f\cdot f+\sum _{i}^{}\left(\left(f\cdot e_{i}\right)-s_{i}\right)^{2}-\sum _{i}^{}\left({f\cdot e}_{i}\right)^{2}\,\,\,\,\,\,\,\,\,\,} kde {\displaystyle i=1,\cdots ,n}
a
{\displaystyle s_{i}=f\cdot e_{i}\Rightarrow \left|f-f_{n}\right|^{2}=f\cdot f-\sum _{i}^{}\left({f\cdot e}_{i}\right)^{2}=\left|f\right|^{2}-\left|f_{n}\right|^{2}\Rightarrow \left|f\right|^{2}\geq \left|f_{n}\right|^{2}\Rightarrow f\sim f_{n}}
kde {\displaystyle s_{1},\cdots ,s_{n}} jsou souřadnice {\displaystyle f_{n}} vzhledem k {\displaystyle E}, pak můžeme aproximovat funkci {\displaystyle f} následující řadou:
{\displaystyle \lim _{n\rightarrow \infty }\left|f-f_{n}\right|^{2}=0\Rightarrow \left|f\right|^{2}\approx \left|f_{n}\right|^{2}\Rightarrow f\approx f_{n}=\sum _{i}^{}{\left(f\cdot e_{i}\right)\ e_{i}}\,\,\,\,\,\,\,\,\,\,} kde {\displaystyle i=1,\cdots ,n}

## Fourierova řada v goniometrickém tvaru
Množina {\displaystyle \left\{{\frac {1}{\sqrt {T}}},{{\frac {\sqrt {2}}{\sqrt {T}}}\cos }\omega t,{{\frac {\sqrt {2}}{\sqrt {T}}}\sin }\omega t,{{\frac {\sqrt {2}}{\sqrt {T}}}\cos }{2\omega t},{{\frac {\sqrt {2}}{\sqrt {T}}}\sin }{2\omega t},{{\frac {\sqrt {2}}{\sqrt {T}}}\cos }{3\omega t},{{\frac {\sqrt {2}}{\sqrt {T}}}\sin }{3\omega t},\cdots \right\}} tvoří ortonormální bázi výše uvedeného Hilbertova prostoru nekonečné dimenze, pak funkci {\displaystyle f} můžeme aproximovat pomocí následující  goniometrické řady:
{\displaystyle f\left(t\right)\approx \sum _{0}^{\infty }{a_{n}\cos n\omega t+b_{n}\sin n\omega t}\,\,\,\,\,\,\,\,\,\,}{\displaystyle n\mathbb {\in N} }
kde
{\displaystyle a_{0}={\frac {1}{T}}\int _{0}^{T}{f\left(t\right)\,dt}\,\,\,\,\,\,\,\,\,\,}
{\displaystyle a_{n}={\frac {2}{T}}\int _{0}^{T}{f\left(t\right)\cos n\omega t\,\,dt}\,\,\,\,\,\,\,\,\,\,}
{\displaystyle b_{n}={\frac {2}{T}}\int _{0}^{T}{f\left(t\right)\sin n\omega t\,\,dt}\,\,\,\,\,\,\,\,\,\,}
pro {\displaystyle n=1,2,3,\cdots }.
Koeficient {\displaystyle b_{0}} nemá smysl uvažovat, neboť {\displaystyle b_{0}\sin 0=0}.
Pokud se dvě integrovatelné funkce liší v konečném počtu bodů, tak je jasné, že mají stejnou Fourierovu řadu. Z toho důvodu nepíšeme mezi funkcí {\displaystyle f} a její Fourierovou řadou rovnítko. Pokud je však funkce vybrána z obecnější množiny než jen z množiny integrovatelných funkcí, tak se jí Fourierova řada může rovnat. Například platí následující tvrzení: pokud je funkce {\displaystyle f} ohraničená a po částech spojitá a má i ohraničenou po částech spojitou první derivaci, tak její Fourierova řada má v každém bodě součet, a ten je roven aritmetickému průměru pravé a levé limity této funkce v tomto bodě. Tedy v bodě spojitosti je to hodnota funkce. Fourierova řada spojité funkce nemusí (v některém bodě) vůbec konvergovat.
V praxi se funkce {\displaystyle f} aproximuje konečným rozvojem, kde sčítáme jen několik prvních členů, čímž se genericky s narůstajícím počtem členů zvyšuje přesnost této aproximace.

### Příklad

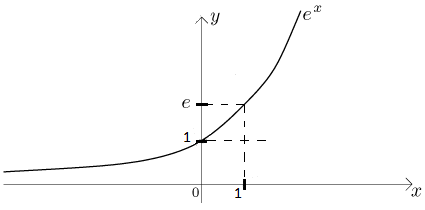
Exponenciála

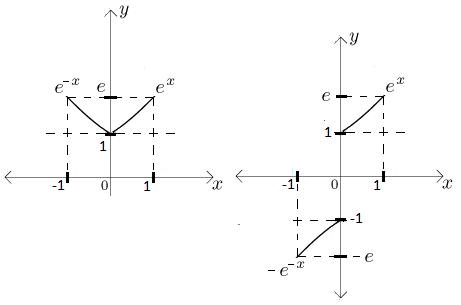
Sudá a lichá funkce

Mějme exponenciálu zúženě definovanou na intervalu {\displaystyle <0,1>} a vytvořme z ní sudou a lichou periodickou funkci s periodou {\displaystyle T=2} na intervalu {\displaystyle <-1,1>} a úhlovou frekvencí {\displaystyle \omega =\pi }, pak můžeme uvedenou sudou a lichou funkci aproximovat následujícími řadami:
sudá funkce:
{\displaystyle a_{0}={\frac {1}{2}}(\int _{-1}^{0}{e^{-t}\,dt}+\int _{0}^{1}{e^{t}\,dt})=e-1}
{\displaystyle a_{n}=\int _{-1}^{0}{e^{-t}\cos n\pi t\,\,dt}+\int _{0}^{1}{e^{t}\cos n\pi t\,\,dt}=2{\frac {(-1)^{n}e-1}{(n\pi )^{2}+1}}}
{\displaystyle b_{n}=0}
kde {\displaystyle n=1,2,3,\cdots }
{\displaystyle f\left(t\right)\approx (e-1)+2\sum _{n=1}^{\infty }{{\frac {(-1)^{n}e-1}{(n\pi )^{2}+1}}\cos n\pi t}}
lichá funkce:
{\displaystyle a_{0}=0}
{\displaystyle a_{n}=0}
{\displaystyle b_{n}=-\int _{-1}^{0}{e^{-t}\sin n\pi t\,\,dt}+\int _{0}^{1}{e^{t}\sin n\pi t\,\,dt}=-2n\pi {\frac {(-1)^{n}e-1}{(n\pi )^{2}+1}}}
kde {\displaystyle n=1,2,3,\cdots }
{\displaystyle f\left(t\right)\approx -2\sum _{n=1}^{\infty }{n\pi {\frac {(-1)^{n}e-1}{(n\pi )^{2}+1}}\sin n\pi t}}
Poznamenejme, že Fourierova řada sudé resp. liché funkce obsahuje pouze členy s funkcí cosinus resp. sinus.

## Fourierova řada v exponenciálním tvaru
Z následujících vztahů:

{\displaystyle e^{in\omega t}+e^{-in\omega t}=\left(\cos n\omega t+i\sin n\omega t\right)+\left(\cos n\omega t-i\sin n\omega t\right)=2\cos n\omega t}
{\displaystyle e^{in\omega t}-e^{-in\omega t}=\left(\cos n\omega t+i\sin n\omega t\right)-\left(\cos n\omega t-i\sin n\omega t\right)=i2\sin n\omega t}
a
{\displaystyle a_{n}\cos n\omega t+b_{n}\sin n\omega t={\frac {a_{n}}{2}}\left(e^{in\omega t}+e^{-in\omega t}\right)-i{\frac {b_{n}}{2}}\left(e^{in\omega t}-e^{-in\omega t}\right)=}
{\displaystyle ={\frac {1}{2}}\left(a_{n}-ib_{n}\right)e^{in\omega t}+{\frac {1}{2}}\left(a_{n}+ib_{n}\right)e^{-in\omega t}=\left({c_{n}e}^{in\omega t}+{\overline {c}}_{n}e^{-in\omega t}\right)}
dostaneme:
{\displaystyle 2c_{n}=\left(a_{n}-ib_{n}\right)={\frac {2}{T}}\int _{0}^{T}{f\left(t\right)\left(\cos n\omega t-i\sin n\omega t\right)dt}\Rightarrow c_{n}={\frac {1}{T}}\int _{0}^{T}{f\left(t\right)\ e^{-in\omega t}dt}}
{\displaystyle 2{\overline {c}}_{n}=\left(a_{n}+ib_{n}\right)={\frac {2}{T}}\int _{0}^{T}{f\left(t\right)\left(\cos n\omega t+i\sin n\omega t\right)dt}\Rightarrow {\overline {c}}_{n}={\frac {1}{T}}\int _{0}^{T}{f\left(t\right)\ e^{in\omega t}dt}},
takže potom můžeme vyjádřit aproximaci funkce {\displaystyle f} pomocí následující exponenciální řady:
{\displaystyle f\left(t\right)\approx \sum _{-\infty }^{\infty }c_{n}e^{in\omega t}\,\,\,\,\,\,\,\,\,\,}{\displaystyle n\mathbb {\in Z} \,\,\,\,\,\,\,\,\,\,} kde {\displaystyle a_{0}=c_{0}={\overline {f}}} je střední hodnota funkce {\displaystyle f}.

## Parsevalova rovnost
Nechť 
{\displaystyle f\left(t\right)\approx \sum _{0}^{\infty }{a_{n}\cos n\omega t+b_{n}\sin n\omega t}=\sum _{-\infty }^{\infty }c_{n}e^{in\omega t}\,\,\,\,\,\,\,\,\,\,}{\displaystyle n\mathbb {\in Z} }.
Pak platí následující Parsevalova rovnost, vyjadřující, že efektivní hodnota aproximované funkce (střední hodnota jejího čtverce) je rovna sumě kvadrátů koeficientů aproximující Fourierovy řady:
{\displaystyle {\frac {1}{T}}\int _{0}^{T}f^{2}(t)\,\mathrm {d} t=\sum _{n=0}^{\infty }\left(a_{n}^{2}+b_{n}^{2}\right)=\sum _{n=-\infty }^{\infty }c_{n}^{2}}.
Jméno tomuto tvrzení dal francouzský matematik Marc-Antoine Parseval. Pokud levou stranu rovnice interpretujeme jako čtverec normy funkce {\displaystyle f}, lze Parsevalovu rovnost číst jako zobecnění Pythagorovy věty na nekonečněrozměrný prostor funkcí.

## Fourierova transformace
Ze vztahu doby periody blížící se nekonečnu a úhlové frekvence sítě:
{\displaystyle T\omega =2\pi \Rightarrow \left(T\rightarrow \infty \Rightarrow \omega \rightarrow 0\right)\Rightarrow n\omega \equiv \omega \equiv d\omega }
lze zavést užitím limitních přechodů spojitou Fourierovu transformaci:
{\displaystyle \lim _{T\rightarrow \infty }{Tc_{n}}=\lim _{T\rightarrow \infty }{\int _{-{\frac {T}{2}}}^{\frac {T}{2}}{f\left(t\right)e^{-in\omega t}dt}}=\int _{-\infty }^{\infty }{f\left(t\right)\ e^{-i\omega t}dt}=F\left(\omega \right)}
a naopak inverzní spojitou Fourierovu transformaci:
{\displaystyle f\left(t\right)=\lim _{T\rightarrow \infty }{\sum _{-\infty }^{\infty }{T{\frac {\omega }{2\pi }}c_{n}e^{in\omega t}}}={\frac {1}{2\pi }}\sum _{-\infty }^{\infty }{\lim _{T\rightarrow \infty }{Tc_{n}e^{in\omega t}\omega }}={\frac {1}{2\pi }}\int _{-\infty }^{\infty }{F\left(\omega \right)\ e^{in\omega t}{\text{dω}}}}